# Beatrice Egli
Beatrice Egli (Freienbach, 21 giugno 1988) è una cantante svizzera divenuta famosa nel 2013 dopo la sua vittoria alla decima edizione del talent show tedesco Deutschland sucht den Superstar.

## Biografia
Beatrice Egli viene da una famiglia svizzero-austriaca e canta da quando aveva nove anni. Da adolescente ha iniziato a prendere lezioni di canto e ad esibirsi a festival locali di musica popolare. Nel 2007 ha pubblicato il suo album di debutto, Sag mir wo wohnen die Engel, in collaborazione con Lys Assia, la vincitrice dell'Eurovision Song Contest 1956. Il suo secondo album, Wenn der Himmel es so will, questa volta da solista, è uscito l'anno successivo, mentre il terzo, Feuer und Flamme, è stato pubblicato nel 2011. Dopo aver studiato per diventare una parrucchiera, nel 2011 Beatrice si è iscritta ad una scuola di recitazione.
Nel 2013 Beatrice ha partecipato a Deutschland sucht den Superstar, vincendo il televoto in otto delle nove puntate del programma e venendo finalmente incoronata vincitrice. È la seconda svizzera a portare a casa il primo premio dopo Luca Hänni, il vincitore dell'edizione precedente. Il premio di Beatrice è consistito in un contratto discografico del valore di €500.000 con la Universal Music.
In seguito alla sua vittoria a Deutschland sucht den Superstar, Beatrice ha pubblicato il singolo Mein Herz, che è arrivato in cima alle classifiche di Germania, Svizzera e Austria, venendo certificato disco d'oro nei primi due mercati. Glücksgefühle, l'album che ha seguito a breve, è stato certificato doppio disco di platino in Germania e Austria e disco di platino in Svizzera, arrivando a vendere 450 000 copie certificate. Nella sola Germania, Beatrice ha venduto oltre un milione di dischi al 2017.

## Discografia

### Album in studio
- 2007 – Sag mir wo wohnen die Engel (con Lys Assia)
- 2008 – Wenn der Himmel es so will
- 2011 – Feuer und Flamme
- 2013 – Glücksgefühle
- 2013 – Pure Lebensfreude
- 2014 – Bis hierher und viel weiter
- 2016 – Kick im Augenblick
- 2018 – Wohlfühlgarantie
- 2019 – Natürlich!
- 2020 – Mini Schwiiz, mini Heimat

### Album live
- 2017 – Kick im Augenblick – Live Tour